# РосПравосудие
РосПравосудие — ныне не действующая некоммерческая бесплатная справочно-правовая система по судебным решениям судов общей юрисдикции, мировых и арбитражных судов РФ. Содержала более 87 миллионов судебных актов (по состоянию на ноябрь 2015).

## История создания
Проект создан Глебом Суворовым и Вадимом Тропниковым 10 апреля 2012 года.

## Состав системы
Решения, включённые в систему, структурированы по различным критериям: специализации суда, судебной инстанции, территориальной принадлежности и т. д. (см. судебная система).
Были доступны следующие разделы:
- Арбитражные дела;
- Административные дела;
- Гражданское судопроизводство;
- Уголовное судопроизводство.

Были представлены решения следующих инстанций:
- Первая инстанция;
- Апелляция;
- Кассация;
- Надзор.

Название раздела отражает характер информации, которая в нём содержится.
Также содержались статистические сведения по адвокатам, юристам, судьям и прокурорам.

## Дополнительная функциональность
- Сравнения судебной статистической информации по регионам РФ;
- Полнотекстовый поиск;
- Диаграммы трендов групп судебных решений по интервалам времени;
- Изображение распределения групп судебных решений по регионам на интерактивной карте;
- Создание и выгрузка архивов документов в машиночитаемом формате.

## Закрытие проекта
По версии Глеба Суворова в ночь с 9 на 10 января 2015 года один из разработчиков проекта скачал резервную копию. Через неделю он якобы стёр исходные коды с сервера и пропал. В связи с этим Глеб Суворов объявил о закрытии проекта. 30 января Вадим Тропников описал события со своей стороны. 4 февраля проект частично заработал, полностью работоспособность восстановлена 17 февраля.
6 марта 2018 года на главной странице проекта вновь появилось заявление о закрытии проекта. Как утверждалось в заявлении, причиной закрытия послужили угрозы от юристов и людей, связанных с полицией. Через два дня сайт восстановил свою работу.
17 июля 2018 года Роскомнадзор заблокировал сайт за незаконное распространение персональных данных.